# Gonçalo Teixeira
Gonçalo Viriato Teixeira (Lisboa, 20 de Agosto de 1988) é um modelo português.
Vencedor do concurso Elite Model Look em 2005, foi agenciado pela Elite Models e atualmente pela We Are Models. Em 2016 foi considerado pelo site models.com um dos 52 manequins masculinos mais "sexy" do mundo.

## Prémios
- Melhor Modelo masculino, VOGUE Fashion TV Awards 2012[4]
- Melhor Modelo masculino, Globos de Ouro de 2012[5]
- Melhor Modelo masculino, Globos de Ouro de 2013[6]
- Melhor Modelo masculino, Globos de Ouro de 2016